# Rafael Arráiz Lucca
Rafael Arráiz Lucca (Caracas, 3 de enero de 1959) es un ensayista, poeta e historiador venezolano, profesor titular de la Universidad Metropolitana en Caracas. 

## Educación
Ha sido research fellow de la Cátedra Andrés Bello en la Universidad de Oxford (1999-2000) y Visiting Fellow en la Universidad de Warwick (1996). Desde 2001 fue director de la Fundación para la Cultura Urbana, Caracas. Se licenció de abogado en 1983 en la Universidad Católica Andrés Bello. Es especialista en Comunicaciones Integradas en 2002 (UNIMET), magíster en Historia de Venezuela, summa cum laude en 2006 (UCAB), y doctor en Historia en 2010 (UCAB). 

## Carrera
Ha sido Presidente de Monte Ávila Editores (1989-1994) y director general del Consejo Nacional de la Cultura (1994-1995). Es miembro de la Academia de Gastronomía Venezolana desde el 2004. En noviembre de 2005 se le elige para ingresar a la Academia Venezolana de la Lengua como Individuo de Número, ocupando el sillón V. 
Desde 1997 hasta 2010, Arráiz Lucca escribió semanalmente una columna de opinión en el diario El Nacional. Premio Municipal de Literatura 1993 con la obra El abandono y la Vigilia, en el género: Poesía. El Gobierno de España lo condecoró, 2007, con la Orden de Isabel la Católica en su grado de Comendador, siendo esta la Orden más alta que puede recibir un extranjero en España.

### Poesía
Ensayista y poeta de obra prolífica, fue parte del Taller Calicanto dirigido por la escritora Antonia Palacios. De esta experiencia surgió una propuesta urbana que marcó como discurso oficial la década de 1980 expresando todas las características de una década que se centraba en lo personal y en la productividad y que obviaba los compromisos de los años 1960 y los experimentalismos de los años 1970. Bajo la figura de grupos, surgieron el grupo Tráfico y el grupo Guaire -nombre del río que atraviesa el valle de la ciudad de Caracas. Arráiz fue miembro del grupo Guaire. Este grupo junto con Tráfico, apostaron por una poética urbana, con una retórica en deuda con la poesía anglosajona. Javier Lasarte en su artículo "De la noche a la calle y de vuelta a la noche"(SIC, julio de 1996) destaca el desencanto político como una característica de su poesía. Pero a ello se une lo cotidiano y el mundo familiar "Vida y muerte de sus padres que el poeta enfrenta sin flaquezas, armado de una valentía que se nutre de la distancia, recordando como la vida se fue convirtiendo en muerte lenta, progresiva, mientras él, cual fiel escudero a los pies de la cama de sus amados padres, contemplaba impotente como ambos fueron respirando cada vez con mayor ahogo, sonándose más el aire por las entrañas", constatando dolido que a pesar de que "ambos tenían los ojos abiertos... no miraban". 
Pero la poesía de los integrantes de esos grupos fue tomando tono personal y cada quien siguió su camino. Lo urbano se convirtió en una presencia constante pero no preponderante. Para Joaquín Marta Sosa en su Antología básica de la poesía venezolana 1826/2002 titulada Navegación de tres siglos (Caracas, 2003, Fundación para la Cultura Urbana), la poesía de Arráiz Lucca representa "Acaso la voz más completa y plural de su generación y la que más ha arriesgado en la evolución de su poética".
Lo cierto es que el trabajo intelectual del autor está marcado por una aspiración enciclopedista, marcada por la figura del intelectual venezolano del siglo XIX. Por ello ha explorado diversos géneros con vocación incansable.

## Obras

### Biblioteca Rafael Arráiz Lucca
Publicados con la Editorial Alfa, Caracas:
1. Venezuela: 1830 a nuestros días (2007)
2. Literatura venezolana del siglo XX (2009)
3. Colonia y república: ensayos de aproximación (2009)
4. El libro del amor. Poesía amorosa universal (2010)
5. El trienio adeco (1945-1948) y las conquistas de la ciudadanía (2011)
6. Venezuela: 1728-1830. Guipuzcoana e Independencia (2011)
7. Las constituciones de Venezuela (1811-1999) (2012)
8. Venezuela: 1498-1728. Conquista y urbanización (2013)
9. Empresas venezolanas. Nueve historias titánicas (2013)
10. Civiles (2014)
11. Venezolanos excepcionales (2015)
12. La navaja de Ockham. Colombia, Venezuela y otros ensayos (2015)
13. El petróleo en Venezuela. Una historia global (2016)
14. Arturo Uslar Pietri. Una biografía (2017)
15. La otra búsqueda. Autobiografía espiritual (2020)
16. El coro de las voces solitarias. Una historia de la poesía venezolana (2020)
17. La democracia en Venezuela: Un proyecto inconcluso (2021)
18. El poder y el servicio: Historia política y empresarial (2023)
19. Militares. Volumen I (2024)
20. Gustavo Cisneros y Venezuela (2024)

### Artesa
1. Caracas, historia de una ciudad (1567 a nuestros días) (2023)[2]
2. José Antonio Páez: del mito al hecho (2024)[3]
3. Simón Bolívar: triunfo y ocaso (2025)[4]

### Poesía
1. Balizaje, Ediciones del Guaire, Caracas, 1983.[5][6]

### Biografías
1. Raúl Leoni (1905-1972), Biblioteca Biográfica Venezolana, El Nacional-Banco del Caribe, Caracas, 2005.[7]
2. Arturo Uslar Pietri (1906-2001), Biblioteca Biográfica Venezolana, El Nacional-Banco del Cariba, Caracas, 2006. [8]
3. Juan Liscano (1915-2001), Biblioteca Biográfica Venezolana, El Nacional-Banco del Caribe, Caracas, 2007.[9]